# Segonzac (Charente)
Segonzac és un municipi francès situat al departament del Charente i a la regió de la Nova Aquitània. L'any 2007 tenia 2.166 habitants.

## Demografia

### Població
El 2007 la població de fet de Segonzac era de 2.166 persones. Hi havia 907 famílies de les quals 259 eren unipersonals (85 homes vivint sols i 174 dones vivint soles), 332 parelles sense fills, 247 parelles amb fills i 69 famílies monoparentals amb fills.
La població ha evolucionat segons el següent gràfic:
Habitants censats

### Habitatges
El 2007 hi havia 1.060 habitatges, 915 eren l'habitatge principal de la família, 47 eren segones residències i 97 estaven desocupats. 959 eren cases i 95 eren apartaments. Dels 915 habitatges principals, 637 estaven ocupats pels seus propietaris, 244 estaven llogats i ocupats pels llogaters i 34 estaven cedits a títol gratuït; 2 tenien una cambra, 42 en tenien dues, 121 en tenien tres, 250 en tenien quatre i 501 en tenien cinc o més. 704 habitatges disposaven pel capbaix d'una plaça de pàrquing. A 422 habitatges hi havia un automòbil i a 431 n'hi havia dos o més.

### Piràmide de població
La piràmide de població per edats i sexe el 2009 era:
| Homes | Edats   | Dones |
| ----- | ------- | ----- |
| 0     | 95 o +  | 8     |
| 8     | 90 a 94 | 32    |
| 12    | 85 a 89 | 32    |
| 8     | 80 a 84 | 16    |
| 44    | 75 a 79 | 56    |
| 56    | 70 a 74 | 48    |
| 68    | 65 a 69 | 60    |
| 40    | 60 a 64 | 52    |
| 44    | 55 a 59 | 40    |
| 72    | 50 a 54 | 68    |
| 112   | 45 a 49 | 100   |
| 96    | 40 a 44 | 116   |
| 68    | 35 a 39 | 80    |
| 80    | 30 a 34 | 60    |
| 68    | 25 a 29 | 68    |
| 48    | 20 a 24 | 52    |
| 92    | 15 a 19 | 72    |
| 60    | 10 a 14 | 116   |
| 80    | 5 a 9   | 60    |
| 48    | 0 a 4   | 56    |

## Economia
El 2007 la població en edat de treballar era de 1.345 persones, 1.011 eren actives i 334 eren inactives. De les 1.011 persones actives 928 estaven ocupades (490 homes i 438 dones) i 85 estaven aturades (42 homes i 43 dones). De les 334 persones inactives 137 estaven jubilades, 92 estaven estudiant i 105 estaven classificades com a «altres inactius».

### Ingressos
El 2009 a Segonzac hi havia 913 unitats fiscals que integraven 2.143 persones, la mediana anual d'ingressos fiscals per persona era de 17.143 €.

### Activitats econòmiques
Dels 121 establiments que hi havia el 2007, 1 era d'una empresa extractiva, 9 d'empreses alimentàries, 10 d'empreses de fabricació d'altres productes industrials, 12 d'empreses de construcció, 35 d'empreses de comerç i reparació d'automòbils, 5 d'empreses de transport, 4 d'empreses d'hostatgeria i restauració, 7 d'empreses financeres, 4 d'empreses immobiliàries, 14 d'empreses de serveis, 13 d'entitats de l'administració pública i 7 d'empreses classificades com a «altres activitats de serveis».
Dels 30 establiments de servei als particulars que hi havia el 2009, 1 era una oficina d'administració d'Hisenda pública, 1 gendarmeria, 1 oficina de correu, 2 oficines bancàries, 1 funerària, 6 tallers de reparació d'automòbils i de material agrícola, 1 autoescola, 3 paletes, 1 guixaire pintor, 3 fusteries, 2 lampisteries, 1 electricista, 4 perruqueries, 2 restaurants i 1 saló de bellesa.
Dels 8 establiments comercials que hi havia el 2009, 1 era un supermercat, 1 una gran superfície de material de bricolatge, 1 una botiga de menys de 120 m², 2 fleques, 1 una botiga de roba, 1 una botiga de material esportiu i 1 una floristeria.
L'any 2000 a Segonzac hi havia 99 explotacions agrícoles que ocupaven un total de 3.060 hectàrees.

## Equipaments sanitaris i escolars
El 2009 hi havia 1 farmàcia i 1 ambulància.
El 2009 hi havia 1 escola maternal i 2 escoles elementals. Segonzac disposava d'un col·legi d'educació secundària amb 337 alumnes.
```
Disposava d'una unitat de formació universitària i recerca.
```

## Poblacions més properes
El següent diagrama mostra les poblacions més properes.